# Jikradia bispinosa
Jikradia bispinosa är en insektsart som beskrevs av Nielson 1979. Jikradia bispinosa ingår i släktet Jikradia, och familjen dvärgstritar. Inga underarter finns listade i Catalogue of Life.